# Sylvie Datty
Sylvie Datty-Ngonga Tara-Agoue (sinh ngày 30 tháng 5 năm 1988 tại Begoua, Bangui) là một đô vật tự do người Cộng hòa Trung Phi. Cô đã tham gia cuộc thi tự do 63 kg tại Thế vận hội Mùa hè 2012 và bị loại bởi Soronzonboldyn Battsetseg trong trận chung kết vòng 1/8.